# Typ 14 10-cm-Kanone
Die Typ 14 10-cm-Kanone (jap. 十四式十糎加農砲, Jūyon-shiki Kannohō) war ein Geschütz, das vom Kaiserlich Japanischen Heer im Zweiten Japanisch-Chinesischen Krieg und während des Pazifikkrieges von 1929 bis 1945 eingesetzt wurde. Die Bezeichnung Typ 14 deutet dabei auf das Jahr der Truppeneinführung, dem 14. Jahr der Herrschaft von Kaiser Taishō bzw. 1925 nach gregorianischem Kalender, hin.

## Geschichte
Die Entwicklung der Typ 14 10-cm-Kanone begann 1925 und wurde noch im selben Jahr abgeschlossen.
Während des Zweiten Japanisch-Chinesischen Krieges lieferte das 15. Selbstständige Schwere Feldartillerie-Regiment im März 1939 während der Schlacht um Nanchang Feuerunterstützung mit 16 Typ 14-Kanonen bei der Überquerung des Xiushui-Flusses. Der chinesische Widerstand auf der anderen Flussseite war jedoch so gering, dass bereits nach einem Drittel des vorgesehenen Feuerplans das Feuer eingestellt wurde.
Während des Zweiten Weltkrieges sollte die Typ 14 nach und nach durch die Typ 92 10-cm-Kanonen ersetzt werden, blieben jedoch aus Mangel an Alternativen bis zum Ende des Krieges im Einsatz.

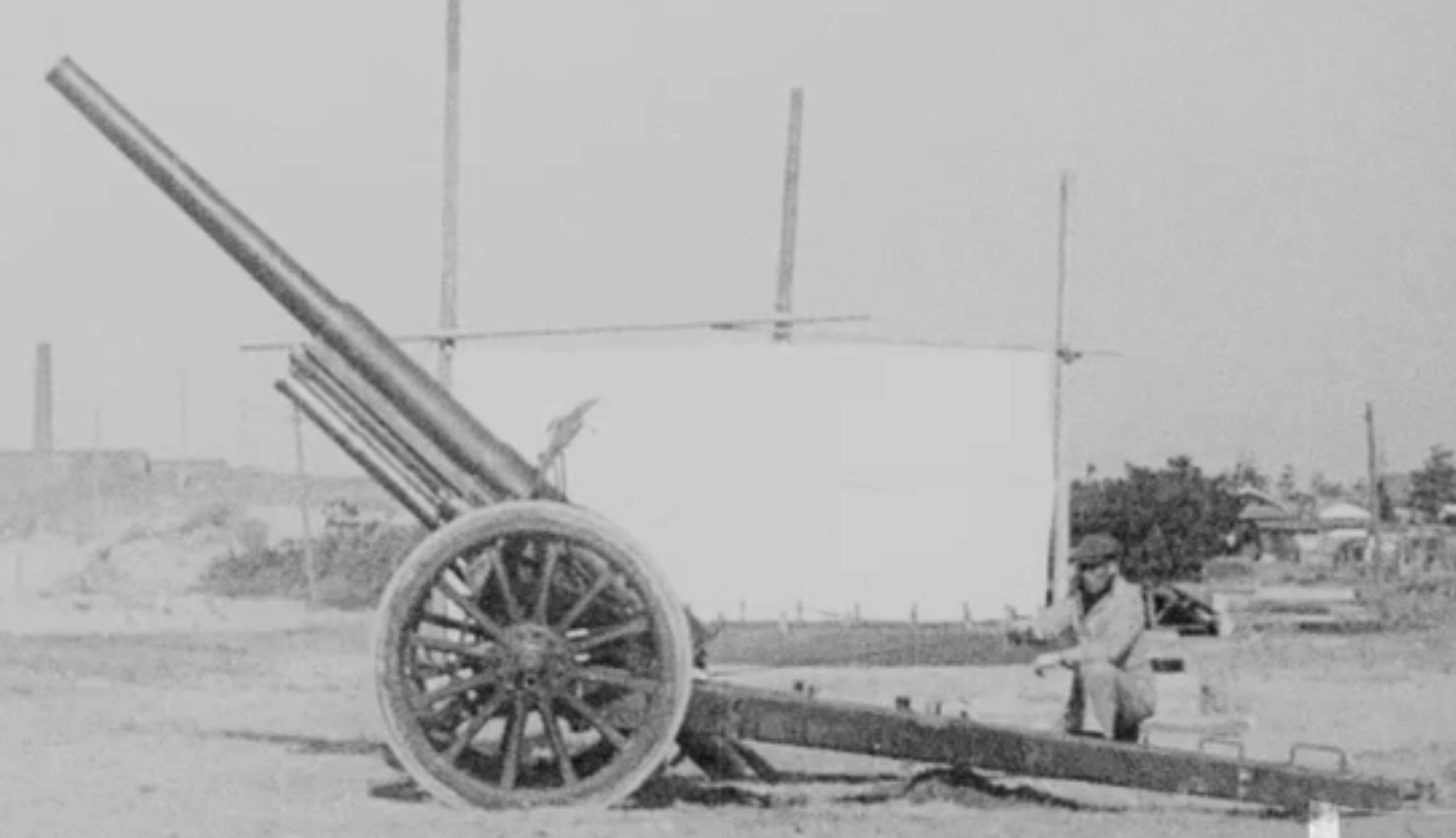
Ein Prototyp der Typ 14 10-cm-Kanone bei einem Beschusstest 1923
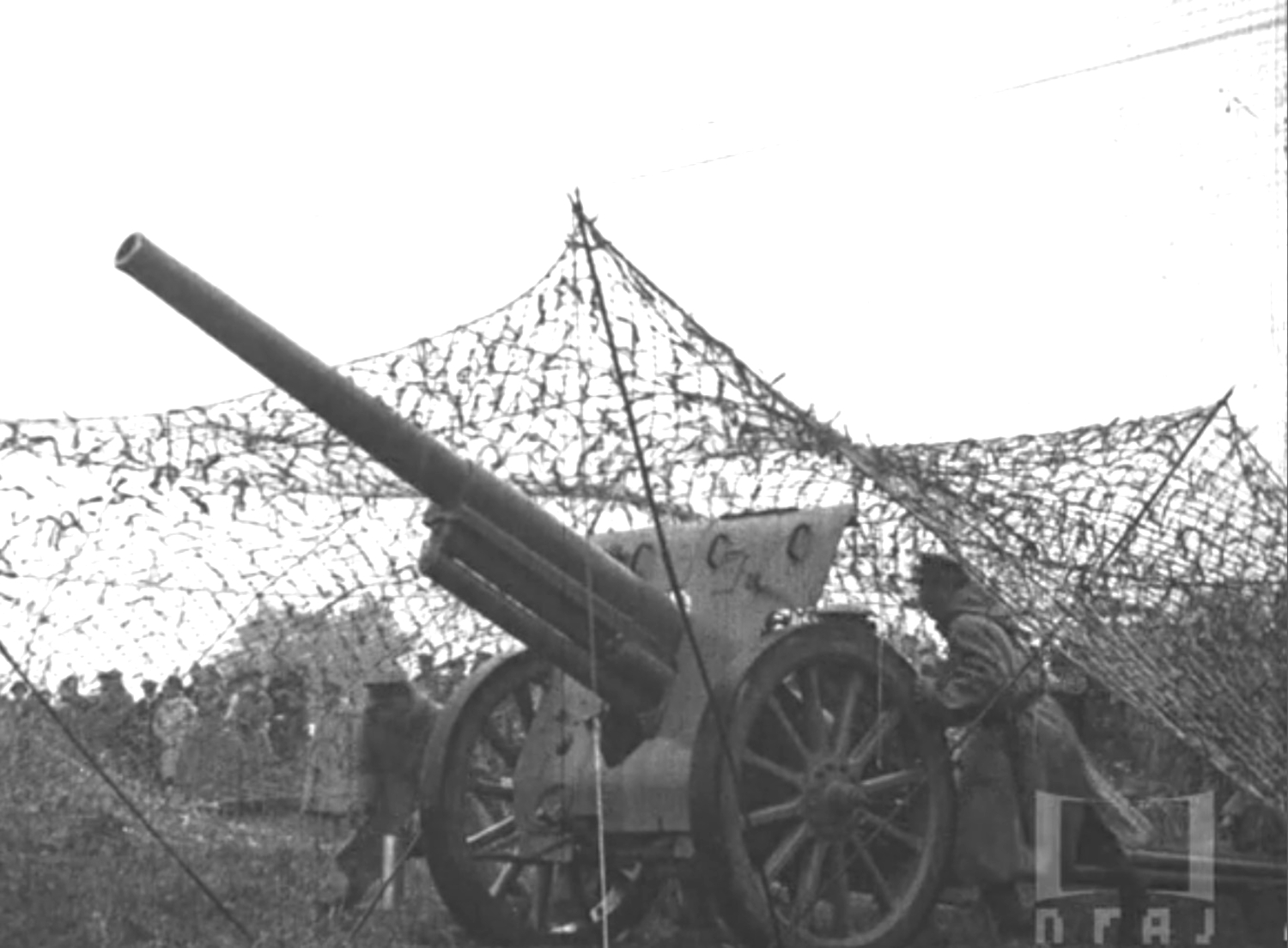
Typ 14 10-cm-Kanone in Feuerstellung 1932
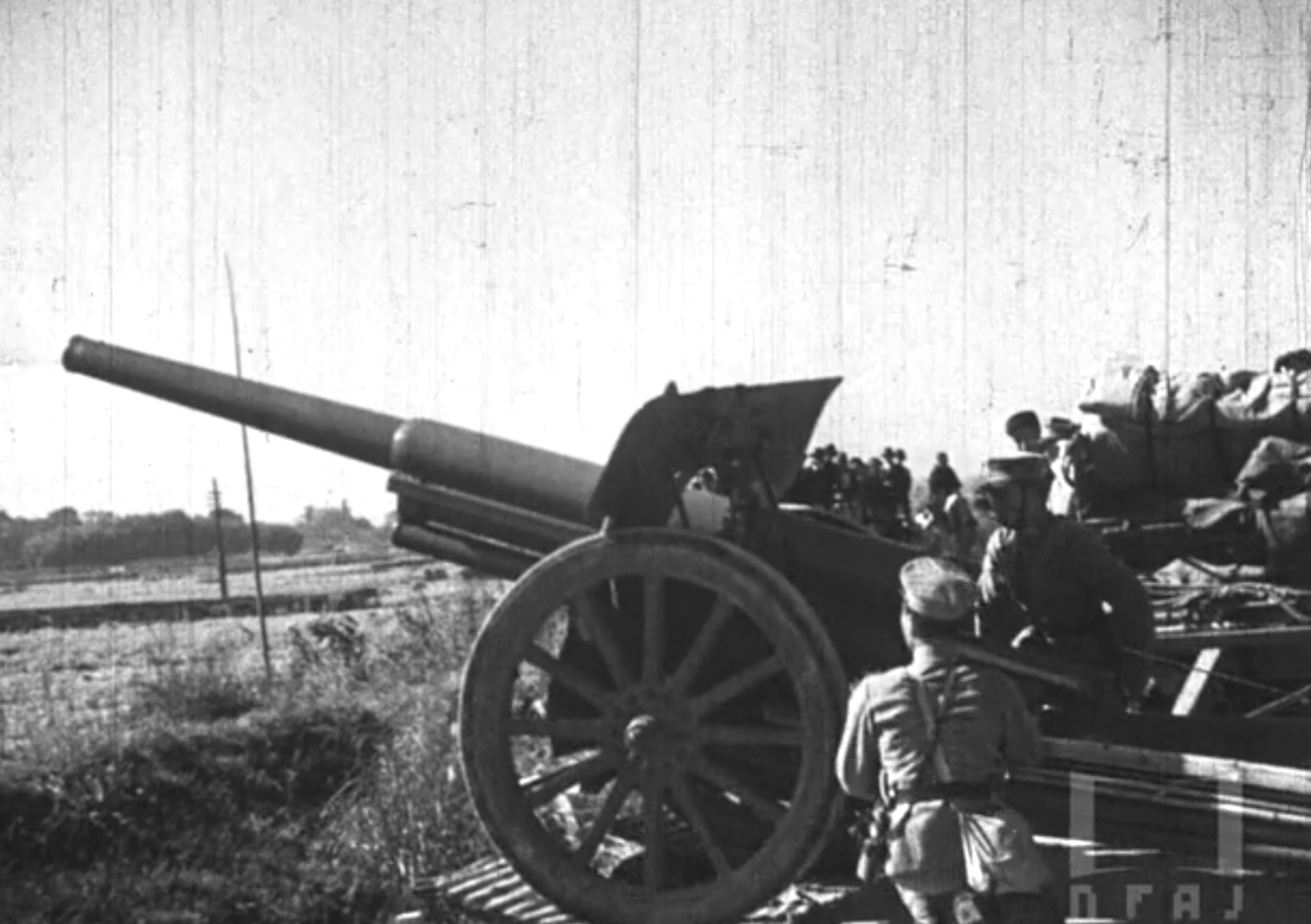
Typ 14 10-cm-Kanone 1932, Ansicht von links
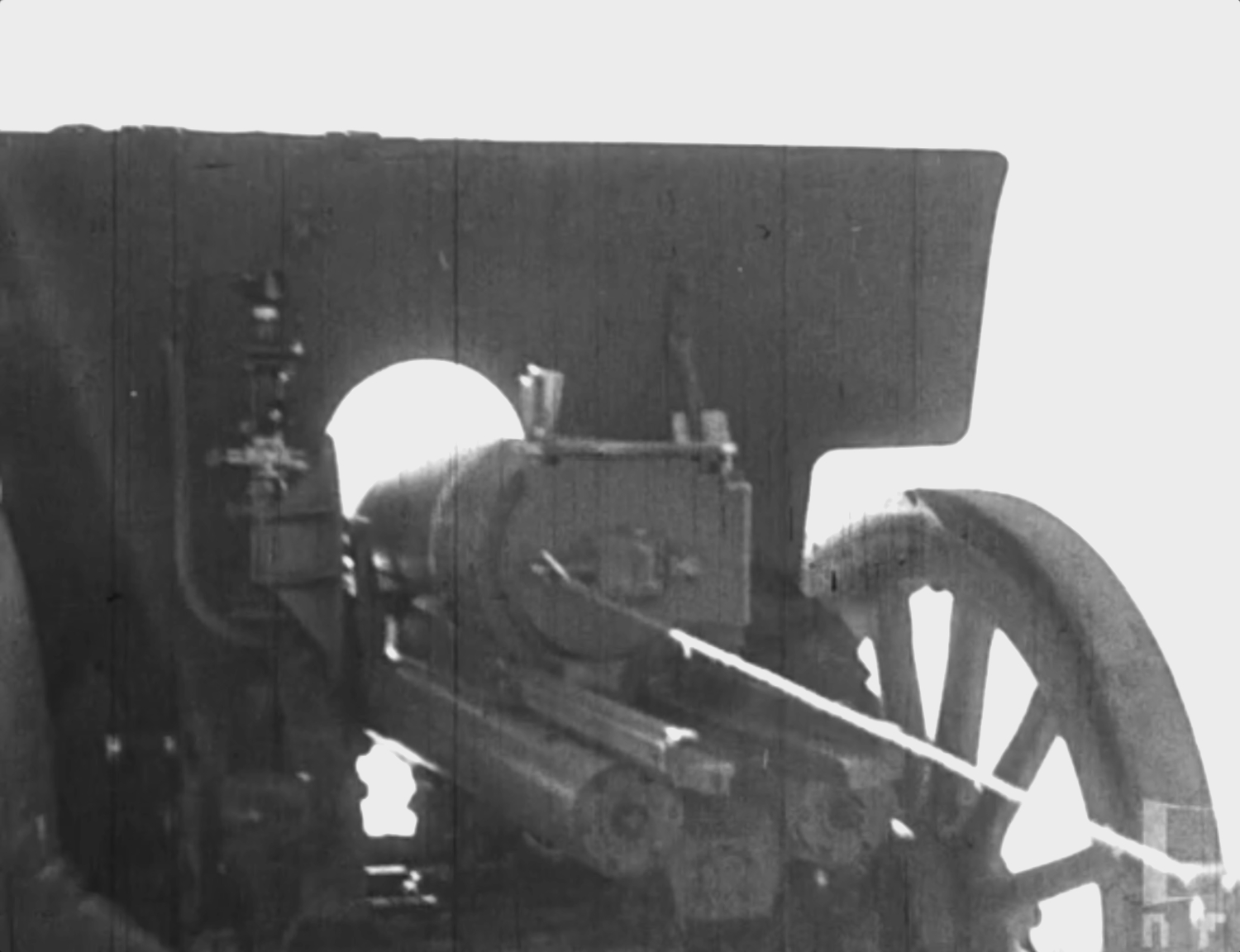
Typ 14 10-cm-Kanone von hinten 1932, Detailansicht

## Technik

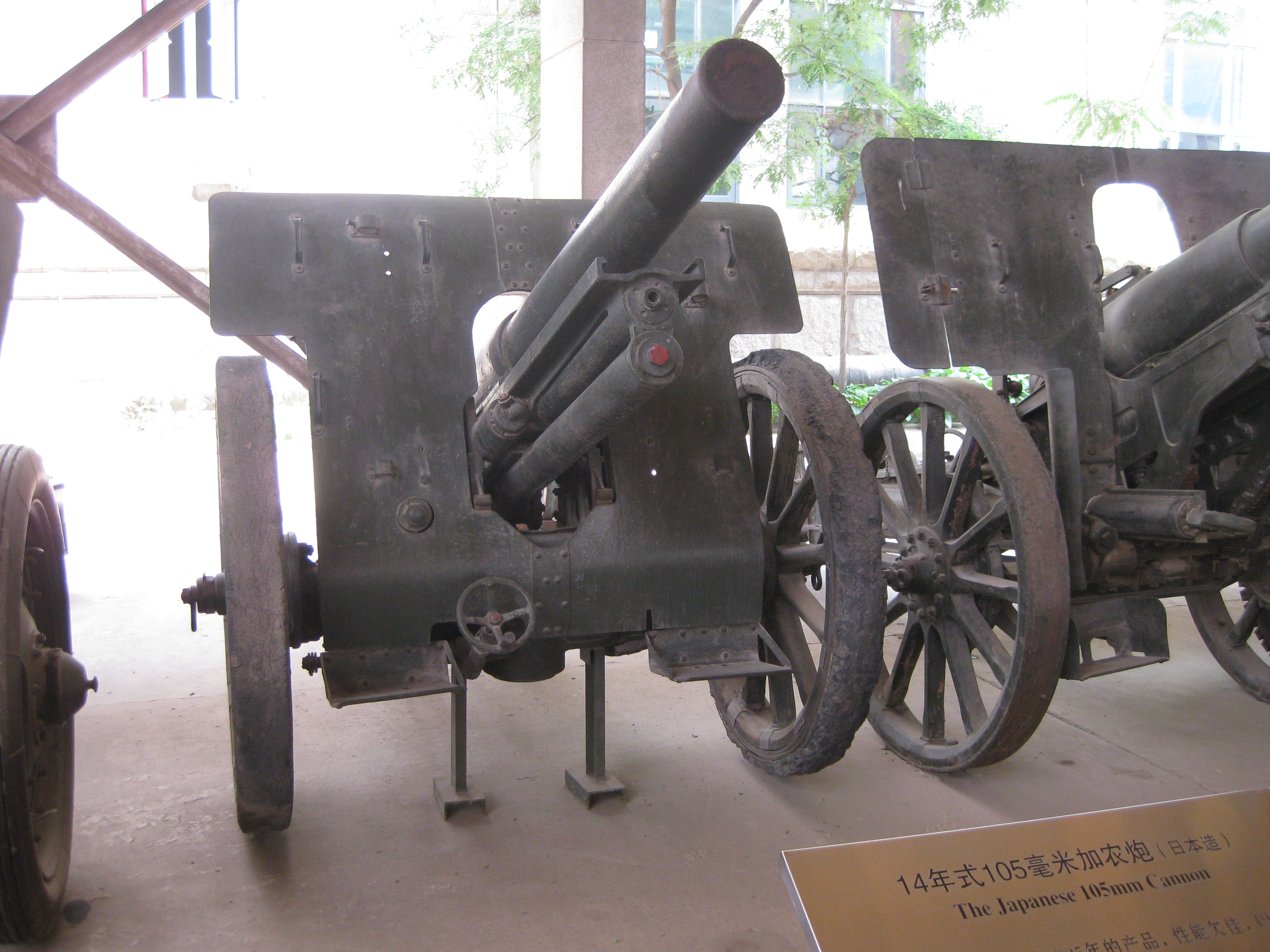
Ein erhaltenes Exemplar einer Typ 14 Kanone im Militärmuseum Peking.

Die Lafette der Typ 14 ruhte auf schweren Holzrädern. Das Geschütz hatte einen unterbrochenen Schraubenverschluss und ein hydropneumatisches Rückstoßsystem. Sie war das erste im Japanischen Kaiserreich hergestellte Geschütz mit  Spreizlafette. Sie konnte entweder durch eine Zugmaschine/Traktor oder von einer mit acht Pferden bespannten Protze bei einer Geschwindigkeit von 13 km/h gezogen werden.
- Kaliber: 105 mm
- Rohrlänge: 3,59 m[3]
- Höhenrichtbereich: −5° bis +43°
- Seitenrichtbereich: 20°
- Geschützgewicht: 3.115 kg
- Geschossgewicht: 15,76 kg
- Mündungsgeschwindigkeit V0 = 640 m/s
- Maximale Reichweite: 15.000 m
- Produzierte Einheiten: 60

## Erhaltene Exemplare
- Mindestens ein Exemplar einer Typ 14 steht im Militärmuseum Peking